# 东川水库
东川水库是中国福建省漳州市平和县境内的一座水库，位于东川溪上，建于1967年。水库正常库容为1199万立方米，集雨面积为18平方千米，海拔为230米。